# 中华石蛾
中华石蛾（学名：Phryganea sinensis）布于中国、朝鲜及俄羅斯遠東地區等地，模式产地为中国北方。
本种于2023年被收录入中国《有重要生态、科学、社会价值的陆生野生动物名录》。